# Radom Główny
Radom Główny (zwany także Radom) – dworzec kolejowy i stacja w Radomiu, w dzielnicy Śródmieście. Stacja położona jest na szlaku linii kolejowych nr 8, 22 oraz 26. Według klasyfikacji PKP ma kategorię dworca wojewódzkiego. Obiekt jest częścią szlaku turystycznego Zabytki Radomia.

## Ruch pasażerski
| Rok  | Wymiana roczna | Wymiana pasażerska na dobę | Miejsce w Polsce |
| ---- | -------------- | -------------------------- | ---------------- |
| 2017 | 1 280 000      | 3500                       | 70               |
| 2018 | 1 610 000      | 4400                       | 73               |
| 2019 | 1 970 000      | 5400                       | 50               |
| 2020 | 1 210 000      | 3300                       | 53               |
| 2021 | 1 610 000      | 4400                       | 47               |
| 2022 | 2 518 500      | 6900                       | 45               |
| 2023 | 2 883 500      | 7900                       |                  |

## Historia
Wybudowana w latach 1882–1885 Kolej Iwanogrodzko-Dąbrowska była szlakiem łączącym wsie Dąbrowa i Iwangorod. Przebiegała przez główne miasta południowej części Królestwa Polskiego, będącego częścią Imperium Rosyjskiego, w tym przez Radom, w którym znajdowała się siedziba zarządu spółki nadzorującej nowo powstałą linię. Poprowadzenie przez miasto linii kolejowej, zapewniało dogodne i relatywnie szybkie połączenie nie tylko z głównymi miastami regionu, jak np. Warszawą (przez Kolej Nadwiślańską), ale i z tak odległymi ośrodkami jak Petersburg (przez Wilno) i Wiedeń (przez Kraków). Korzystne połączenie kolejowe z wielkimi rynkami zbytu (szczególnie rosyjskim) znacznie przyspieszyło rozwój gospodarczy i urbanistyczny miasta (w tym okresie zabudowano wiele ulic południowej części Śródmieścia, np. Józefa Piłsudskiego czy Stanisława Moniuszki oraz wybudowano wiele zakładów przemysłowych). W 1900 roku kolej Iwanogrodzko-Dąbrowską włączono do Kolei Nadwiślańskiej. W dniu 3 listopada 1918 infrastruktura kolejowa w Radomiu została przejęta przez władze polskie, co upamiętnia tablica umieszczona na budynku dworca. W 1934 oddano do użytku łączącą Radom ze stolicą tzw. linię radomską. W 1948 otwarto komunikującą Radom i Łódź linię kolejową nr 22. W 2015 zakończyła się przebudowa stacji oraz czterokilometrowego odcinka linii kolejowej nr 8, która obejmowała m.in. remont tunelu, przebudowę układu torowego i sieci trakcyjnej, remont peronów, budowę lokalnego centrum sterowania i in. Łączny koszt prac wyniósł ponad 100 mln zł. W lutym 2019 Koleje Mazowieckie pozyskały 5 działek o łącznej powierzchni 0,35 ha, na których wzniesiona zostanie baza utrzymaniowa dla wykonywania przeglądów w poziomach P1-P2. W sierpniu 2021, w wyniku rozbudowy radomskiego węzła kolejowego o nowe przystanki osobowe (Radom Stara Wola, Radom Północny, Radom Gołębiów) i wobec perspektywy budowy dwóch kolejnych stacji osobowych (Radom Wschodni oraz Radom Południowy), PKP PLK zwróciły się do rady miejskiej Radomia z prośbą o przyjęcie uchwały umożliwiającej wszczęcie przez zarządcę infrastruktury kolejowej procedury zmiany nazwy stacji z Radom na Radom Główny. Oficjalnie nowa nazwa stacji funkcjonuje od 12 grudnia 2021.

## Gmach dworca
Gmach dworca kolejowego w Radomiu wybudowano w 1885 według projektu Adolfa Schimmelpfenniga, autora projektu m.in. dworca Łódź Fabryczna, na gruntach wsi Prędocinek, leżącej wówczas poza granicami administracyjnymi miasta. W niezmienionym stanie budynek przetrwał do 1915 roku, kiedy został spalony przez wycofujące się wojska rosyjskie i odbudowany tymczasowo przez okupujących Radom Austriaków. Gmach dworca wraz z całą infrastrukturą kolejową został przejęty przez polskie władze 3 listopada 1918, co upamiętnia tablica zawieszona na fasadzie budynku od strony peronów. Kolejna przebudowa dworca, tym razem nadająca budynkowi formę renesansu polskiego, uchodzącego za polski styl narodowy, nastąpiła w okresie dwudziestolecia międzywojennego. W tym stanie obiekt przetrwał II wojnę światową, po której wmurowano w fasadę od strony peronów tablicę upamiętniającą radomskich kolejarzy zamordowanych przez Niemców. Kolejny remont generalny przeprowadzono w latach 1989–1992 według projektu Jerzego Bortkiewicza. Całkowicie zmieniono układ wnętrz starego gmachu (fasada pozostała niezmieniona) i zbudowano nowy budynek poczekalni, stylistycznie nawiązujący do starszego obiektu. W latach 2012–2013 dokonano kompleksowej modernizacji budynku dworca, która kosztowała łącznie ok. 13 mln złotych.

## Galeria

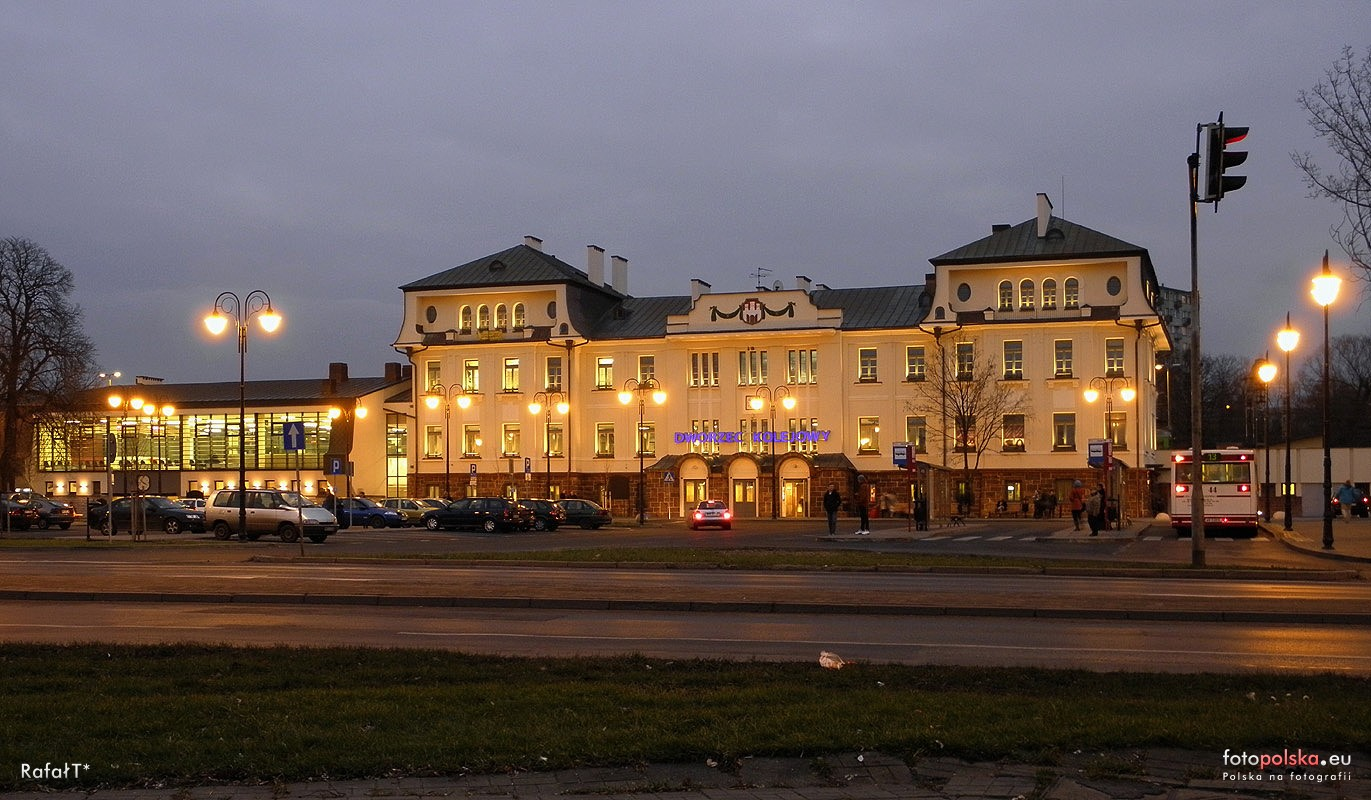
Budynek dworca od strony ulicy Traugutta.
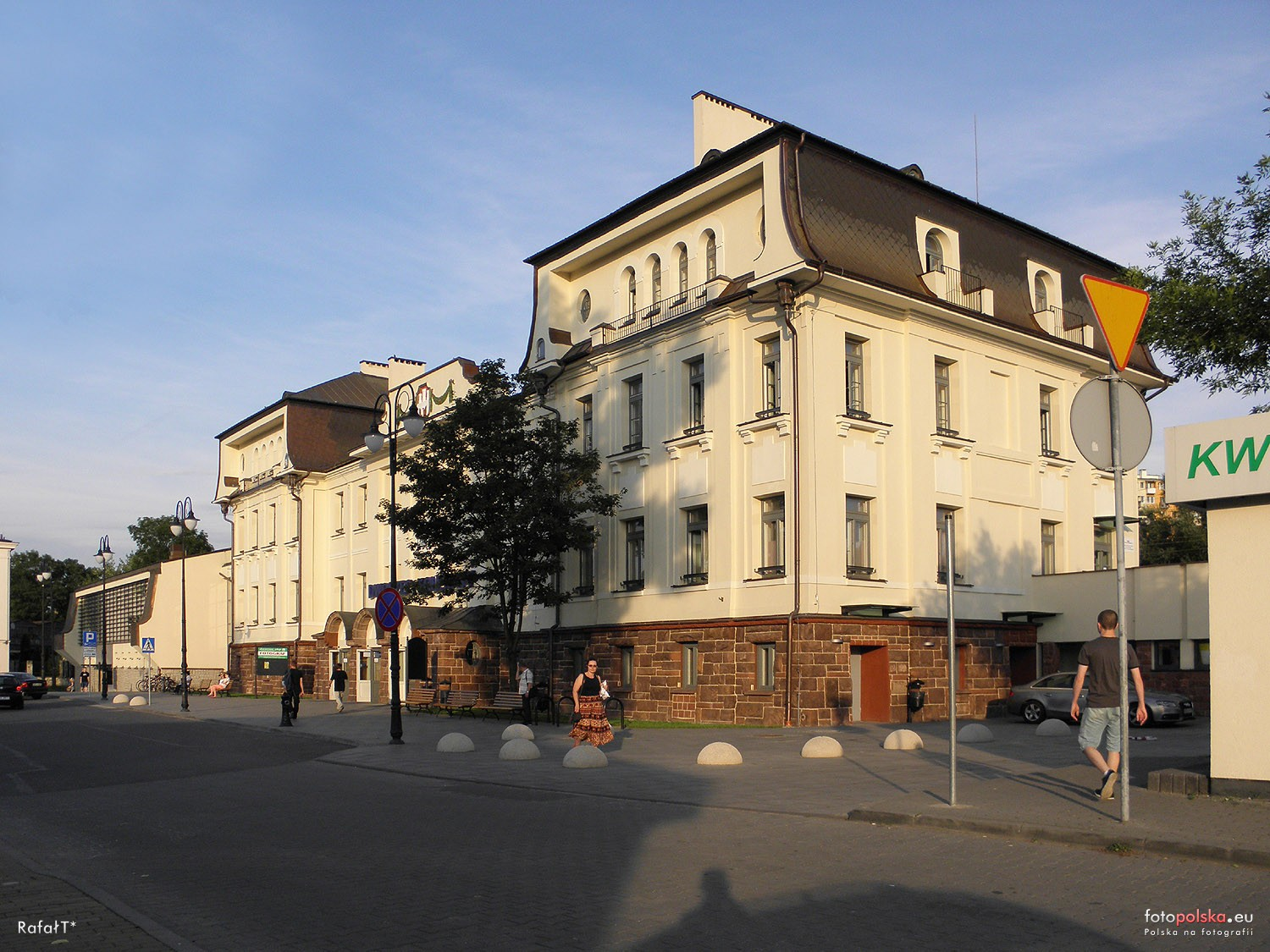
Budynek dworca – widok od strony zachodniej
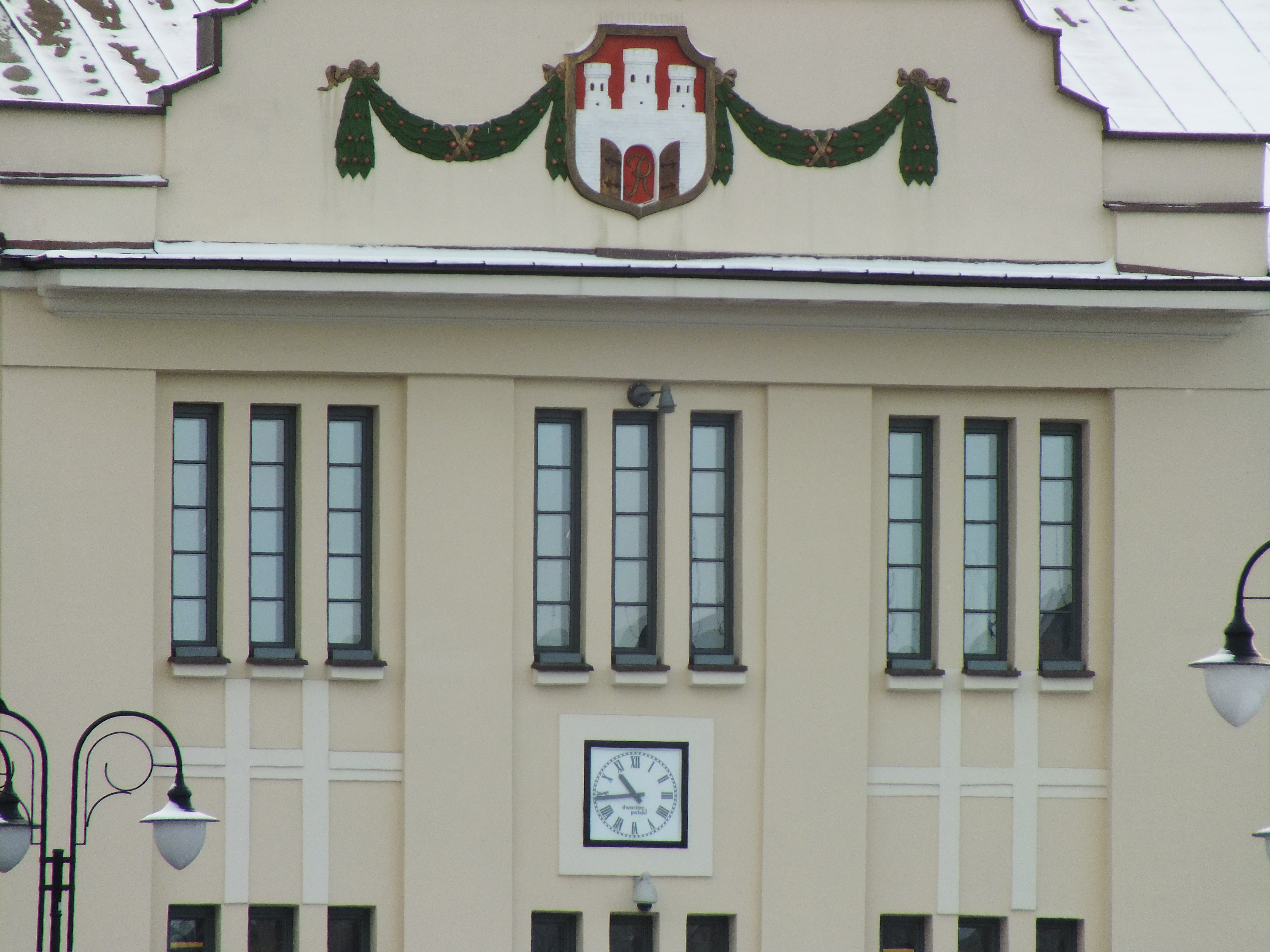
Herb Radomia umieszczony na tympanonie ryzalitu środkowego starego budynku dworca.
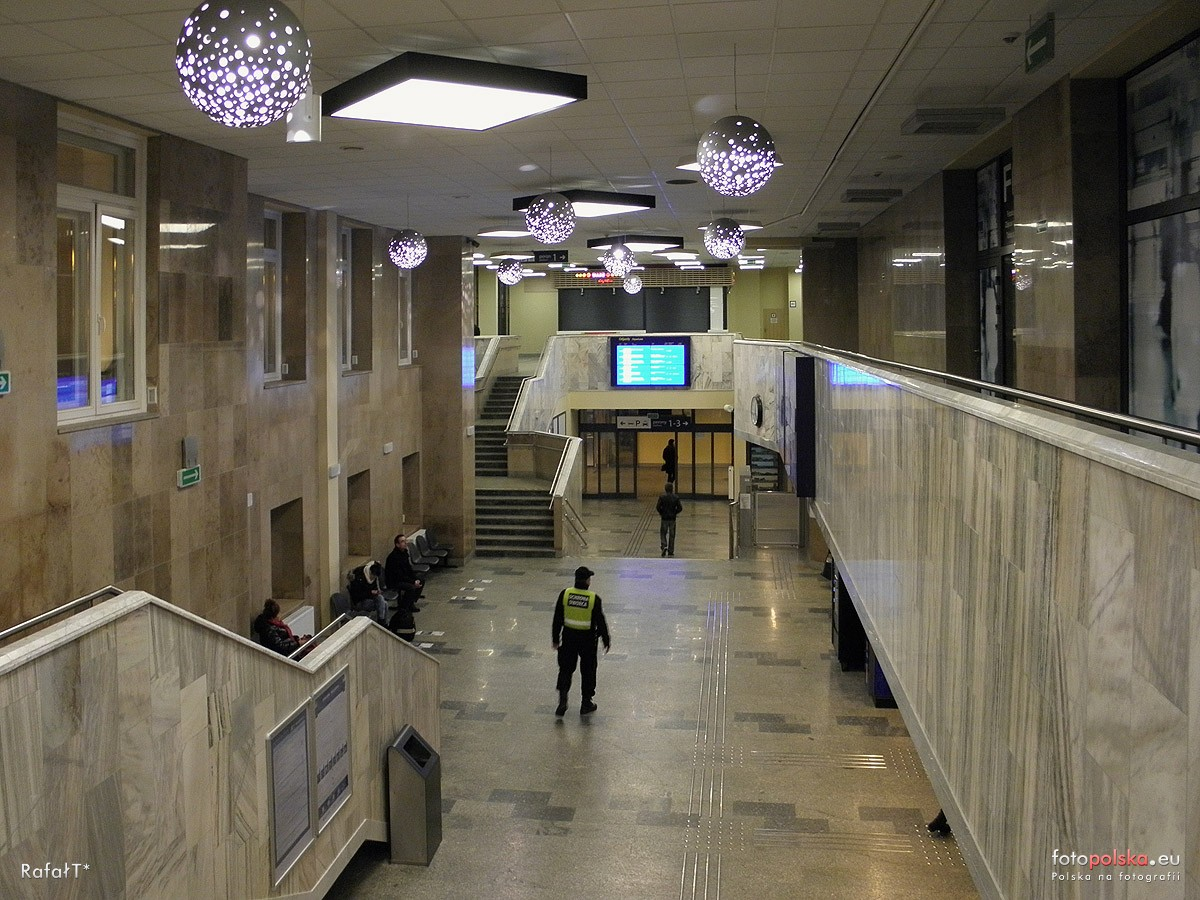
Hala dworca po przebudowie z lat 1989–1992.
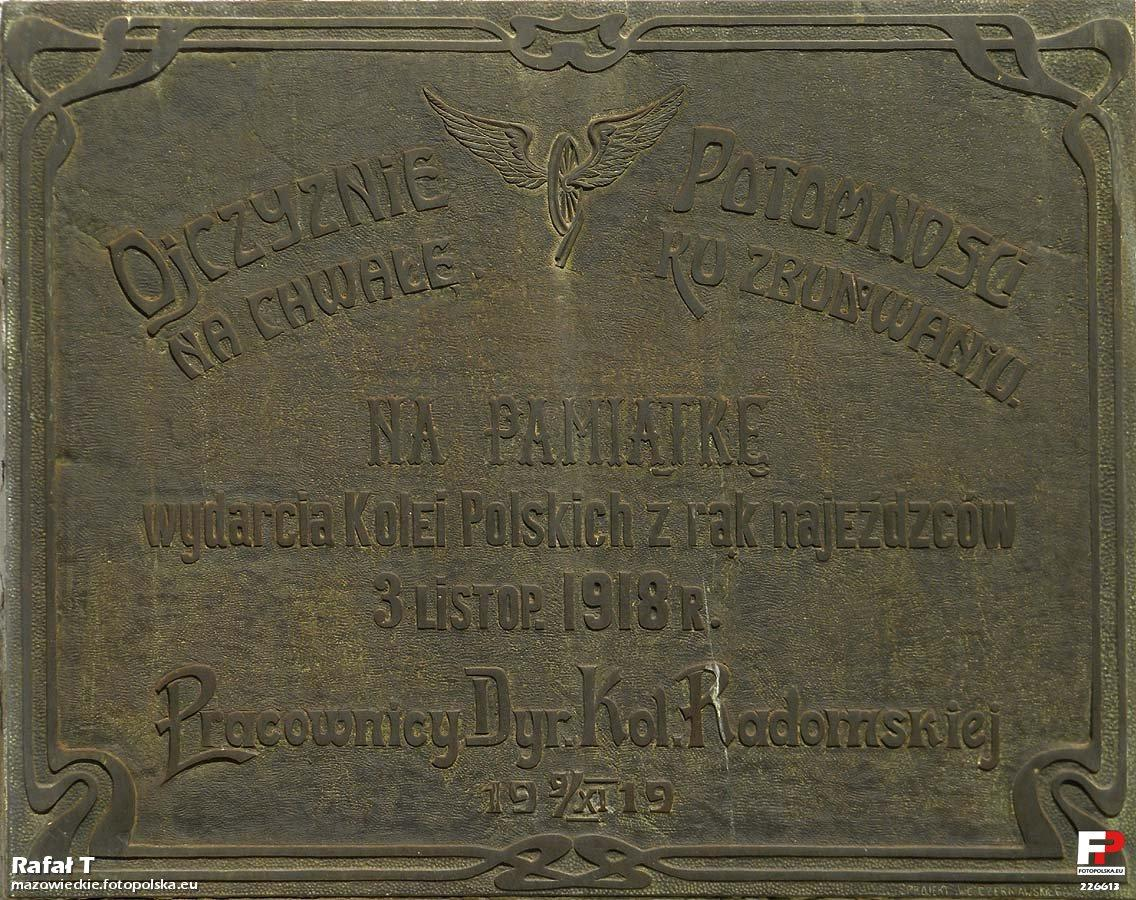
Tablica upamiętniająca przejęcie dworca przez władze polskie w dniu 3 listopada 1918.
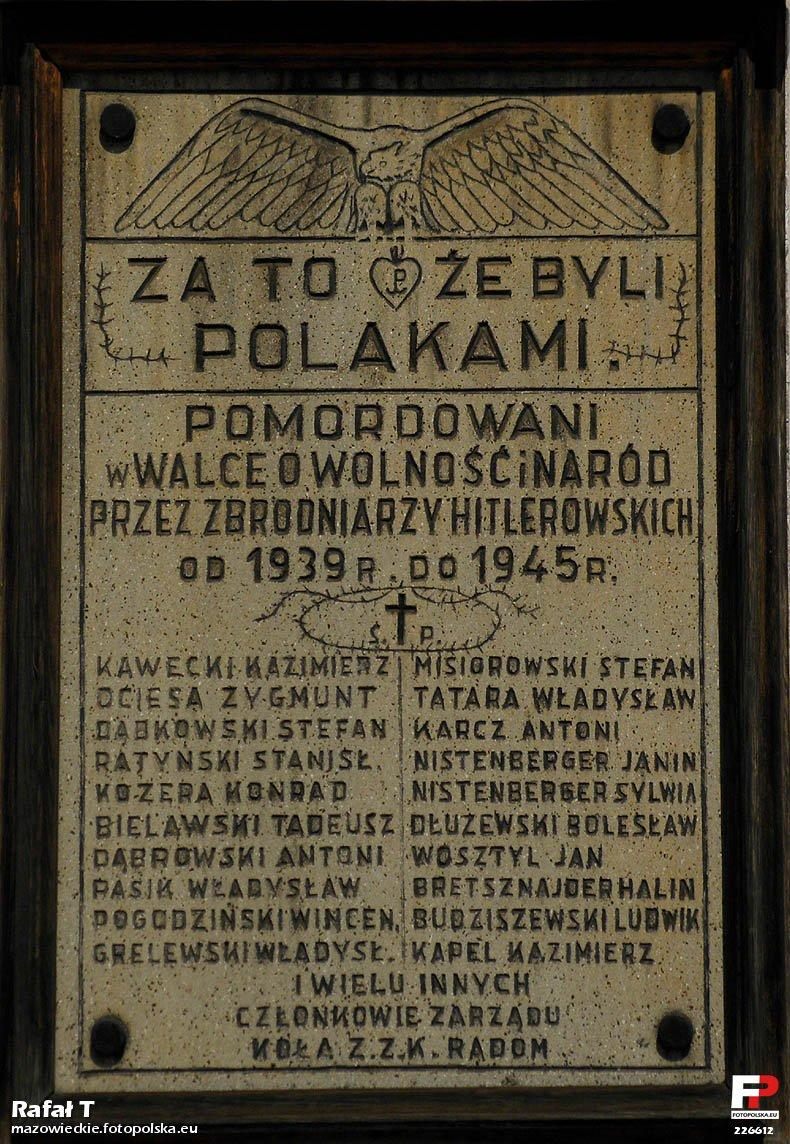
Tablica upamiętniająca radomskich kolejarzy zamordowanych przez Niemców w latach 1939–1945.